# USWA
USWA（United States Wrestling Association）は、アメリカ合衆国のテネシー州メンフィスを拠点にしていたプロレス団体。前身団体であるCWAのオーナー、ジェリー・ジャレットが設立。

## 歴史
USWAは、当時のNWAを掌握していたJCP（後のWCW）やWWFに続く第3の全国的なプロレス団体となるべく、1989年にテネシー州メンフィスのCWAとテキサス州ダラスのWCCW（WCWA）が合併して設立された。興行はジェリー・ローラーをエース格に、テネシーとテキサスで行なわれた。ところが、団体運営の40%のシェアを持っていたフォン・エリック・ファミリーのUSWAダラス支部（かつてのWCCW）は、利益配分を巡るトラブルで1990年9月にメンフィス派と袂を分かち、USWAを脱退した。ダラス派の団体は元のワールド・クラスの名称に戻ったが、2ヶ月後には経営が破綻して消滅した。
その後、ジェリー・ジャレットとジェリー・ローラーは、テキサスでも再びUSWAの興行を打とうとしていたが、NWAのプロモーターだったマックス・アンドリュースらが、1991年春にダラスにて新たなプロレス団体「GWF」を旗揚げする準備をしていたため、活動は制限された。GWFには多くの元WCCWおよびUSWAダラス支部の選手が加わっていた。
1992年にジェリー・ローラーがビンス・マクマホンと契約し、USWAはWWFとの提携を開始。団体間の選手交流が実現し、かつてCWAでも活躍していたランディ・サベージをはじめとするWWFの人気選手がUSWAのリングに上がった。その一方で、WCCW出身の外様であるジェントルマン・クリス・アダムスなどはWWFに上がることなく、メンフィスのUSWAとダラスのGWFを行き来した後、1993年にUSWAを離脱した。
WWFが全国的な展開をしていた時代に、時間切れまで試合を行なう最後の団体であったが、将来WWFやWCWのリングで稼ぎたい若い新人選手たちが名を挙げるための登竜門として、USWAは数年生き残った。当時フレックス・カバーナのリングネームで活動していたザ・ロック をはじめ、後の多くのスター選手が、このUSWAでデビューしている。
1995年には、プロレス界の地図はすっかり変わっていた。USWAは毎週月曜日の夜にテネシー州メンフィスのミッドサウス・コロシアムで興行を行なっていたが、WWFとWCWのマンデー・ナイト・ウォーズが始まり、両団体の人気番組が同時刻にケーブルテレビで放送されたため、次第に観客をケーブルテレビにとられてしまった。以後、毎週木曜日に興行を移しても人気の下落は止まらず、USWAは1997年11月に消滅した。

## タイトル
- USWA統一世界ヘビー級王座
- USWA世界タッグ王座
- USWAテキサス・ヘビー級王座
- USWA南部ヘビー級王座
- USWAヘビー級王座
- USWAジュニアヘビー級王座
- USWAミドル級王座
- USWA TV王座
- USWA女子王座

## 参戦選手
- ジェリー・ローラー
- ジェフ・ジャレット
- ビル・ダンディー
- マスター・オブ・ペイン / ザ・パニッシャー
- シッド・ビシャス
- ジミー・バリアント
- トミー・リッチ
- オースチン・アイドル
- カマラ
- ジャンクヤード・ドッグ
- ブッチ・リード
- ビリー・ジャック・ヘインズ
- エディ・ギルバート
- ダグ・ギルバート
- テリー・ファンク
- ディック・スレーター
- ディック・マードック
- ダッチ・マンテル
- ロバート・フラー
- トージョー・ヤマモト
- バディ・ランデル
- ブリックハウス・ブラウン
- マイク・オーサム
- ジム・スティール
- キングコング・バンディ
- エル・グラン・ピストレロ
- スパイク・ヒューバー
- ファビュラス・ワンズ（スティーブ・カーン、スタン・レーン）
- ロックンロール・エクスプレス（リッキー・モートン、ロバート・ギブソン）
- サザン・ロッカーズ（スティーブ・ドール、レックス・キング）
- バッド・カンパニー（ポール・ダイヤモンド、パット・タナカ）
- ヘブンリー・ボディーズ（トム・プリチャード、ジミー・デル・レイ）
- ハーレム・ナイツ（ボビー・ナイト、ネルソン・ナイト）
- ザ・ムーンドッグス（スポット、スパイク、クージョ、スプラット）
- マイク・ミラー
- スコット・アンソニー
- ブライアン・リー
- ブルーズ・ブラザーズ（ロン・ハリス、ドン・ハリス）
- ダスティン・ローデス
- ドゥームズデイ
- ブラッド・アームストロング
- ジェシー・ジェイムズ・アームストロング
- ニュー・ジャック
- フレックス・カバーナ
- バンパイア・ウォリアー
- ルナ・バション
- ミス・テキサス
- トレイシー・スマザーズ
- PG-13（J・C・アイス、ウルフィー・D）
- トゥルース・コミッション（インテロゲーター、リーコン、スナイパー、タンク）
- ブライアン・クリストファー
- フラッシュ・フラナガン

### ダラスからの参戦選手
- ケリー・フォン・エリック
- クリス・アダムス
- スティーブ・オースチン
- マット・ボーン
- ジョン・テータム

### WWFからの参戦選手
- ランディ・サベージ
- ココ・B・ウェア
- ミスター・パーフェクト
- レイザー・ラモン
- オーエン・ハート
- パパ・シャンゴ
- タタンカ
- アーメッド・ジョンソン
- ショーン・マイケルズ
- センセーショナル・シェリー